# Nobles paysans
Nobles paysans (百姓貴族, Hyakushō kizoku) est un shōjo manga de Hiromu Arakawa, initialement prépublié dans le Girl's comics magazine (ウンポコ) entre 2006 et 2009 puis dans le magazine Wings à partir de 2009 et publié par l'éditeur Shinshokan en volumes reliés depuis décembre 2009. La version française est éditée par Kurokawa depuis novembre 2013.
Une adaptation en anime est diffusée de juillet à septembre 2023. Une deuxième saison est diffusée d'octobre à décembre 2024. Une troisième saison est prévue pour l'automne 2025.

## Création
Nobles paysans est inspiré de la jeunesse d'Hiromu Arakawa, qui est issue d'une famille d'exploitants agricoles d'Hokkaidō et qui a travaillé dans la ferme de ses parents de 19 ans à 26 ans, avant d'entreprendre une carrière de mangaka.

## Manga
Le manga est prépublié entre 2006 et 2009 dans le magazine Girl's comics magazine (ウンポコ), puis depuis 2009 dans le magazine Wings. La série est publiée en volumes reliés par l'éditeur Shinshokan depuis décembre 2009. Le 20 décembre 2023, 8 volumes ont été publiés au Japon. La version française est éditée par Kurokawa depuis novembre 2013.

### Liste des volumes
| no | Japonais         | Japonais          | Français         | Français          |
| no | Date de sortie   | ISBN              | Date de sortie   | ISBN              |
| -- | ---------------- | ----------------- | ---------------- | ----------------- |
| 1  | 8 décembre 2009  | 978-4-403-67085-5 | 14 novembre 2013 | 978-2-35142-887-0 |
| 2  | 25 février 2012  | 978-4-403-67114-2 | 12 juin 2014     | 978-2-35142-888-7 |
| 3  | 25 février 2014  | 978-4-403-67153-1 | 8 octobre 2015   | 978-2-36852-163-2 |
| 4  | 25 février 2016  | 978-4-403-67175-3 | 12 janvier 2017  | 978-2-36852-443-5 |
| 5  | 25 novembre 2017 | 978-4-403-67177-7 | 23 août 2018     | 978-2-36852-666-8 |
| 6  | 25 novembre 2019 | 978-4-403-67180-7 | 19 août 2021     | 978-2-38071-126-4 |
| 7  | 21 octobre 2021  | 978-4-403-69005-1 | 15 mai 2025      | 979-10-420-1581-7 |
| 8  | 20 décembre 2023 | 978-4-403-67189-0 |                  |                   |

## Anime
Une adaptation en anime est annoncée en octobre 2022. La série sera animée par Pie in the sky et réalisée et scénarisée par Yūtarō Sawada. Aayne Matsumoto s'occupe du design des personnages et est directeur d'animation, Ari est chargé des arrières-plans et Precious tone compose la musique. Le générique de fin est Cyan Innocence (シアン・イノセンス, Shian Inosensu) interprété par FRAM. Le Syndicat central des coopératives agricoles du Japon a supervisé la série pour vérifier le traitement de l'agriculture. La série s'est diffusée du 7 juillet 2023 au 23 septembre 2023 sur les chaînes Tokyo MX et BS Asahi. Pour les francophones, la série est sortie sur la plateforme ADN. 
Une deuxième saison est annoncée le 17 décembre 2023. Elle est diffusée à partir du 4 octobre 2024,. Le générique de fin est Chōaizoku ((寵愛族) interprété par Sanetii.
Une troisième saison est annoncée le 20 décembre 2024. Celle-ci est prévue pour l'automne 2025.

### Saison 1
| No | Titre français                           | Titre japonais    | Titre japonais                    | Date de 1re diffusion |
| No | Titre français                           | Kanji             | Rōmaji                            | Date de 1re diffusion |
| -- | ---------------------------------------- | ----------------- | --------------------------------- | --------------------- |
| 1  | Le lait                                  | 牛乳              | Gyūnyū                            | 7 juillet 2023        |
| 2  | Les pommes de terre                      | ジャガイモ        | Jagaimo                           | 14 juillet 2023       |
| 3  | Les ours                                 | クマ              | Kuma                              | 21 juillet 2023       |
| 4  | Les légumes                              | 野菜              | Yasai                             | 28 juillet 2023       |
| 5  | Les maraudeurs                           | 野菜ドロボー      | Yasai Dorobō (Voleurs de légumes) | 4 août 2023           |
| 6  | La prévention des épidémies              | 防疫              | Bōeki                             | 11 août 2023          |
| 7  | Mon père                                 | 親父殿            | Oyaji-dono                        | 18 août 2023          |
| 8  | Chiens et chats                          | 犬と猫            | Inu to neko                       | 25 août 2023          |
| 9  | La société des vaches                    | 牛社会            | Ushi shakai                       | 2 septembre 2023      |
| 10 | Enfant de paysans                        | 百姓の子          | Hyakushō no ko                    | 9 septembre 2023      |
| 11 | Le lycée agricole                        | 農業高校          | Nōgyō kōkō                        | 16 septembre 2023     |
| 12 | Arakawa développe l'agriculture sur Mars | 火星開拓農民 荒川 | Kasei kaitaku nōmin Arakawa       | 23 septembre 2023     |

## Réception critique
En France, Coyote magazine considère que « de ce monceau d'anecdotes, de démonstrations empiriques, de savants calculs d'auto-suffisance alimentaire, de moments de trouille face à des ours (qui pullulent), de blagues sur le caca, de micro-légendes locales, d'épreuves physiques et mentales (à commencer par un emploi du temps impitoyable), bref de l'hallucinante capacité de la mangaka à raconter cette vie par tous les bouts, il ressort un portrait résolument sincère ».

### Annotations
1. ↑  Les titres français de l'adaptation en anime proviennent de Animation Digital Network.

### Édition japonaise
Shinshokan
1. 1 2  (ja) « Tome 1 »
2. 1 2  (ja) « Tome 2 »
3. 1 2  (ja) « Tome 3 »
4. 1 2  (ja) « Tome 4 »
5. 1 2  (ja) « Tome 5 »
6. 1 2  (ja) « Tome 6 »
7. 1 2  (ja) « Tome 7 »
8. 1 2  (ja) « Tome 8 »

### Édition française
Kurokawa
1. 1 2  « Tome 1 »
2. 1 2  « Tome 2 »
3. 1 2  « Tome 3 »
4. 1 2  « Tome 4 »
5. 1 2  « Tome 5 »
6. 1 2  « Tome 6 »
7. 1 2  « Tome 7 »